# Andesembiidae
Andesembiidae zijn een familie van webspinners (Embioptera). De soorten komen voor in het noordwesten van Zuid-Amerika.

## Taxonomie
- Geslacht Andesembia
- Geslacht Bryonembia